# Bordeaux-Paris
Ne doit pas être confondu avec Paris-Bordeaux.
Bordeaux-Paris est une course cycliste. Créée en 1891, elle a connu 86 éditions jusqu'en 1988. Elle est relancée en 2014.

## Histoire

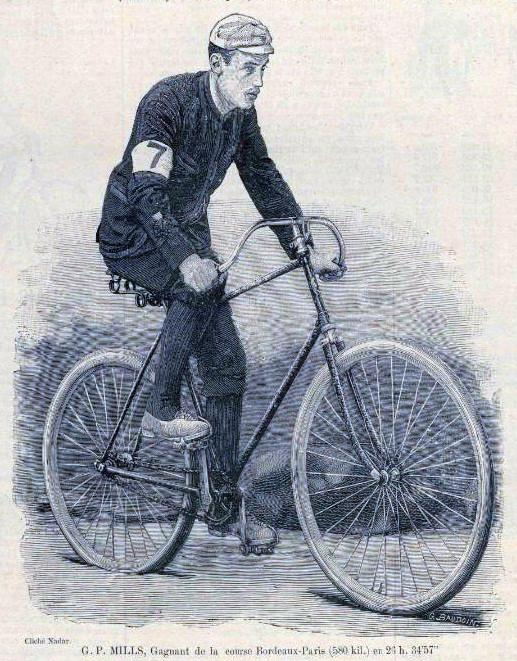
Le premier vainqueur, George Pilkington Mills.

Cette épreuve était unique en son genre, par sa longueur d'environ 600 km et par son déroulement. Elle commençait au nord de Bordeaux à 2 h 0 du matin et se terminait à Paris 14 heures plus tard. Pendant la seconde partie du parcours, le coureur se plaçait derrière un engin motorisé appelé derny, conduit par l'entraîneur, afin de réduire la résistance de l'air, ce qui lui permettait d'atteindre des vitesses de l'ordre de 50 à 60 km/h. Ce règlement a cependant subi de nombreuses adaptations successives.
Avant-guerre, la majorité des entraîneurs est composée de porteurs de journaux, ayant couru la Course des Porteurs de Journaux.
Elle est l'une des trois classiques à avoir échappé à Eddy Merckx, avec Paris-Tours et le Championnat de Zurich.
Par ailleurs, on notera que la course fut remportée par Émile Masson et son fils (en 1923 pour le premier et 1946 pour le second).
En 1965, Jacques Anquetil réalisa l'exploit de remporter Bordeaux-Paris le lendemain de sa victoire dans le Critérium du Dauphiné libéré : il n'eut même pas une nuit complète de sommeil entre la première victoire et le départ de la classique. Lorsqu'il avoua s'être dopé, il répondit au ministre de la Jeunesse et des Sports François Missoffe qui le questionnait sur cet aveu : « Vous pensiez sincèrement qu’il est possible de courir Bordeaux-Paris sur la lancée du Dauphiné avec de simples morceaux de sucre ? ».
Avec le temps, la course perd de son prestige. En effet, elle demandait un entraînement spécial et elle n'intéressait plus les coureurs qui se préparaient pour le Tour d'Espagne ou le Tour d'Italie. Le nombre de participants a commencé à diminuer et la dernière version derrière derny s'est déroulée en 1985. Trois autres éditions ont encore eu lieu entre 1986 et 1988.
En 1986 le breton Loïc Le Flohic de la formation Peugeot B.P s'illustre en réalisant sur Bordeaux-Paris, avec 435 ou 437 kilomètres, la plus longue échappée connue dans l'histoire du cyclisme. Il faisait équipe dans cette édition avec Gilbert Duclos-Lassalle.
Depuis, le trajet ne donne plus lieu à une course mais la route fut empruntée tous les deux ans entre 1977 et 2010 par le club « Touristes et Cyclosportifs de Guyenne » sous trois formes (cyclosportive en moins de 28 heures, randonneurs en moins de 36 heures et cyclotourisme en moins de 60 heures).

## Renaissance
Vingt-sept ans après sa dernière édition professionnelle, la course cycliste Bordeaux-Paris renaît en 2014. Cette cyclo sportive s’effectue sur un parcours de 610 km avec trois formules proposées :  moins de 32 heures (en solo ou à 2), moins de 60 heures. Le départ a lieu du parc des Angéliques à Bordeaux, et l'arrivée  au Vélodrome de Saint-Quentin-en-Yvelines.
En 2022, l'épreuve est relancée par l'agence événementielle Extra Sports, déjà organisatrice de la SaintéLyon et de l'Embrunman. Le départ est donné sur la promenade Martin Luther King Junior à Bordeaux et l'arrivée se trouve au stade d'Issy-les-Moulineaux après 650 km et 5 600 m de dénivelé positif cumulé.
L'édition 2023 devant avoir lieu le 27 mai a été reportée aux 24, 25 et 26 mai 2024. L'organisation évoque que la « cohabitation est complexe avec la Paris-Brest-Paris randonneur, qui va mobiliser en 2023 beaucoup de pratiquants sur les BRM qualificatifs » et se laisse le temps « d’améliorer son concept et l’ADN de cet événement ».

## Palmarès

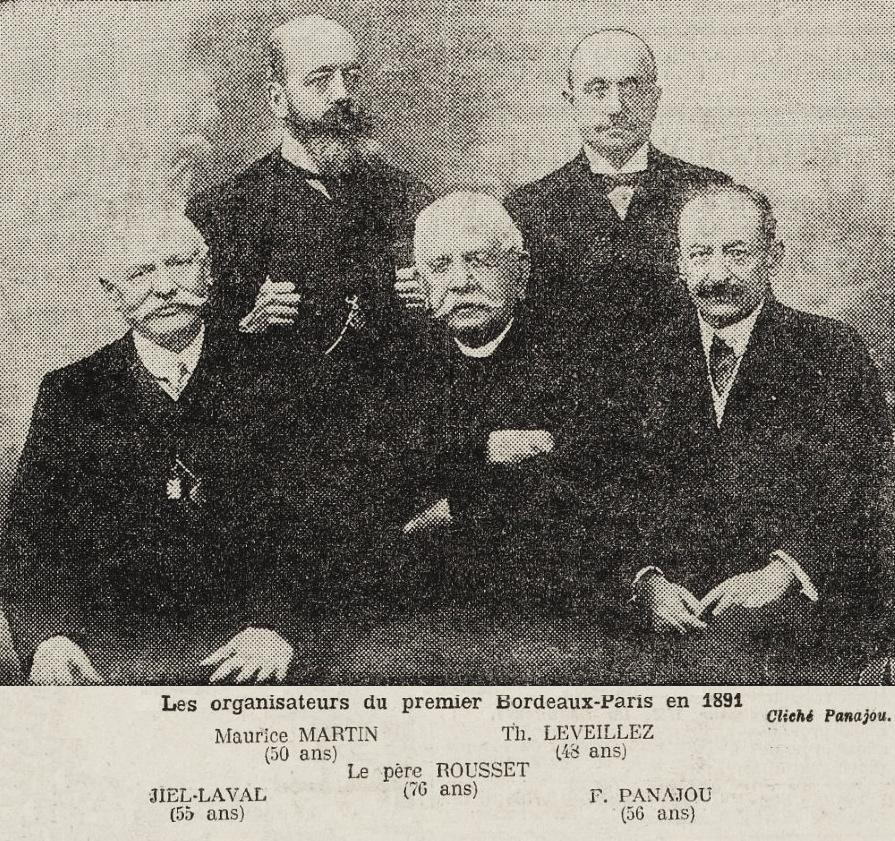
Les organisateurs de la première édition (ici en mai 1913).

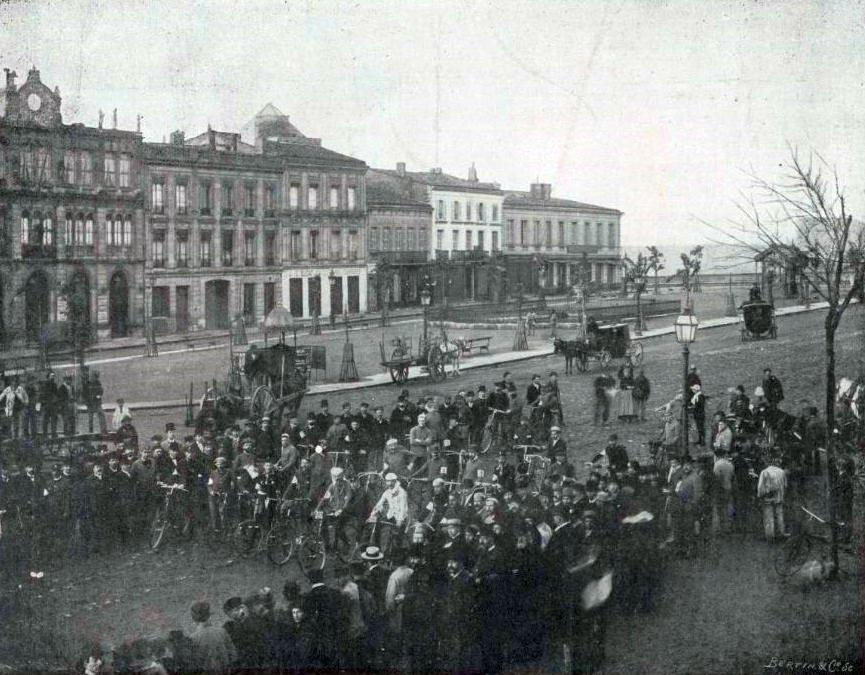
Vue d'ensemble du départ du premier Bordeaux-Paris, en 1891. Place du Pont, Bordeaux.

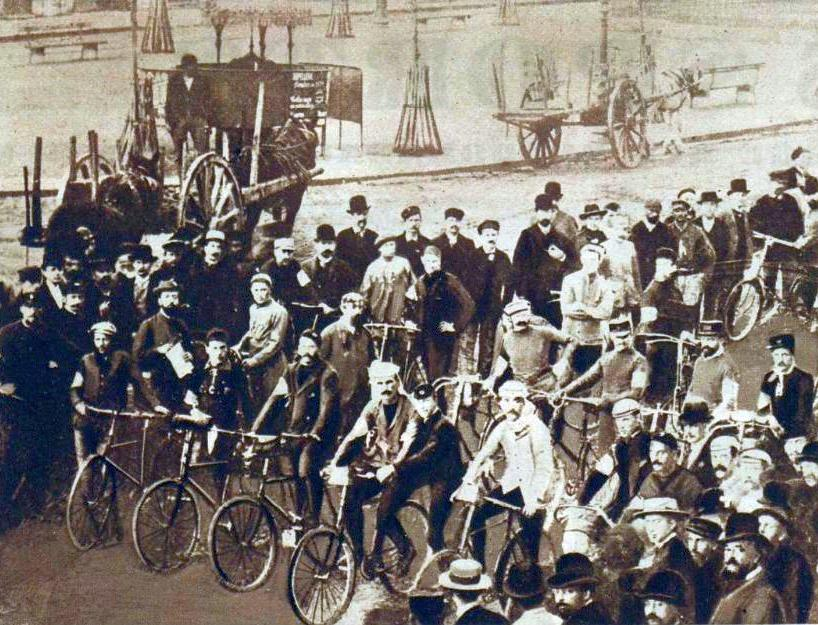
Les concurrents de près.

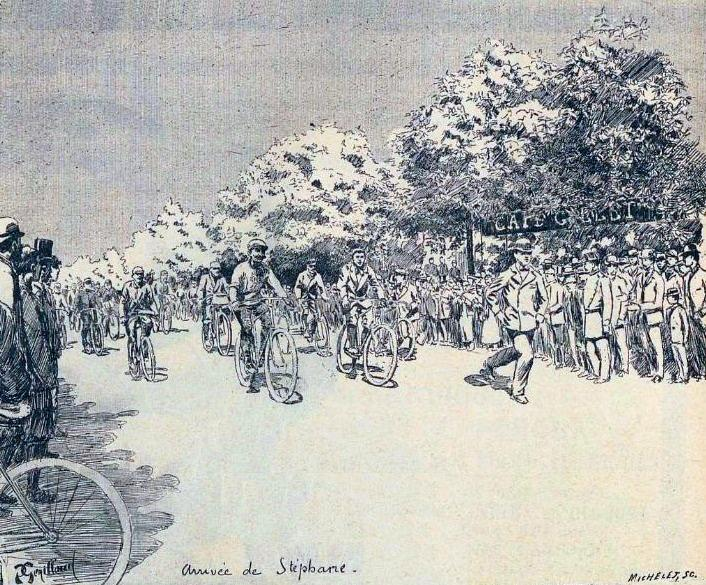
Arrivée de Bordeaux-Paris 1892.

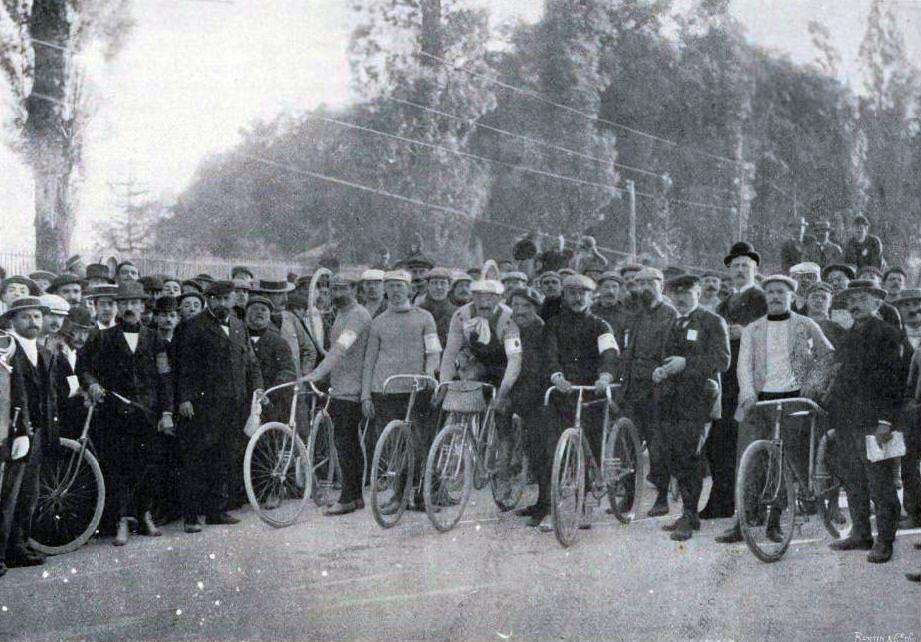
Départ de Bordeaux-Paris 1897.

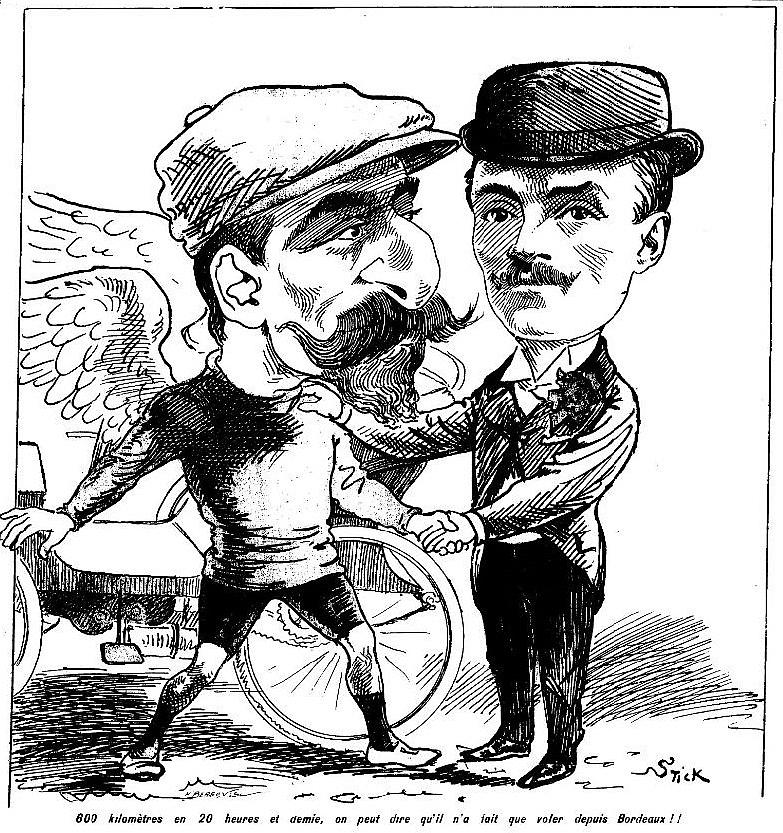
Gaston Rivierre et Fernand Charron son chauffeur, victorieux en mai 1897.

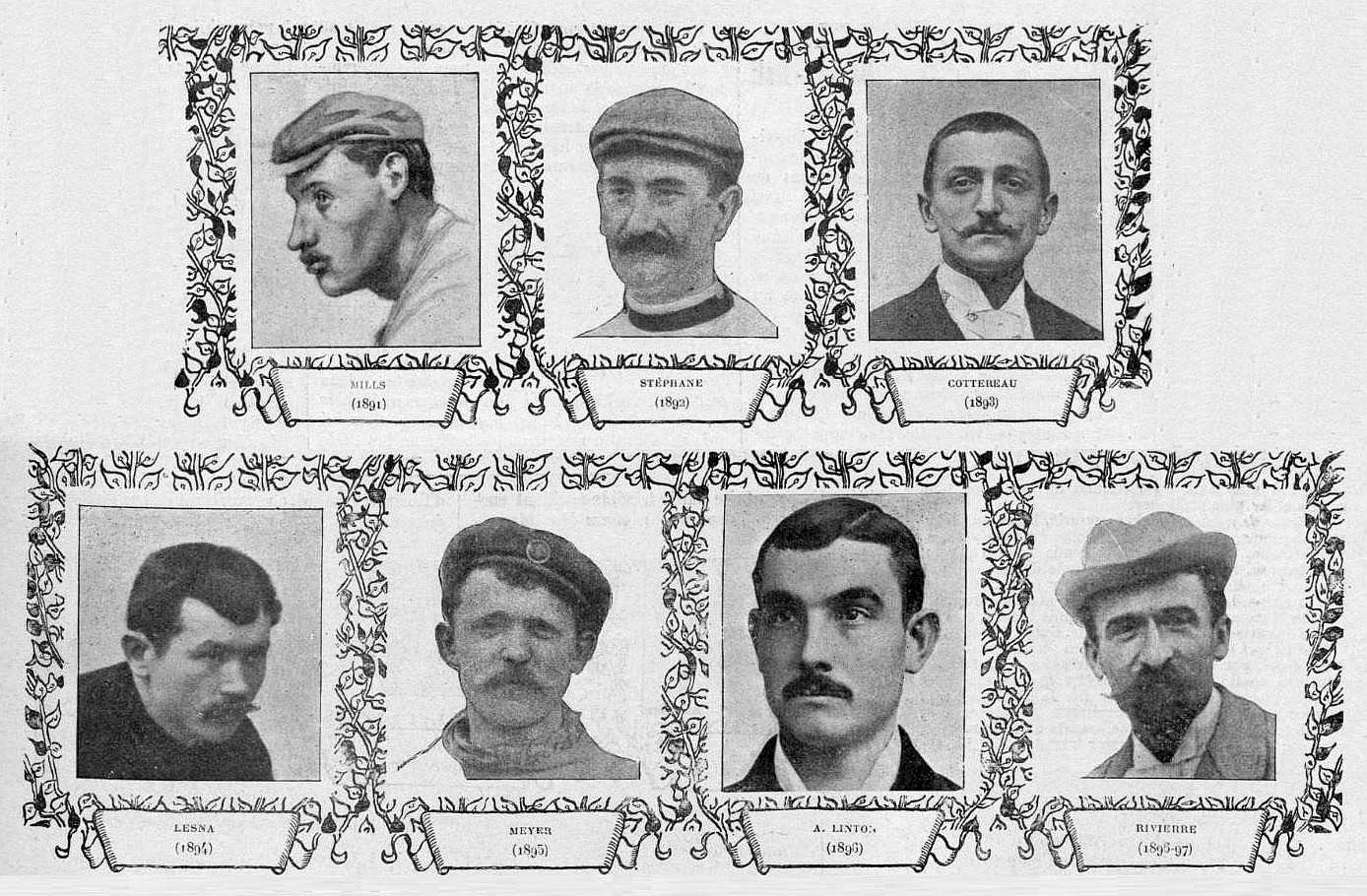
Les vainqueurs de Bordeaux-Paris jusqu'en 1897.

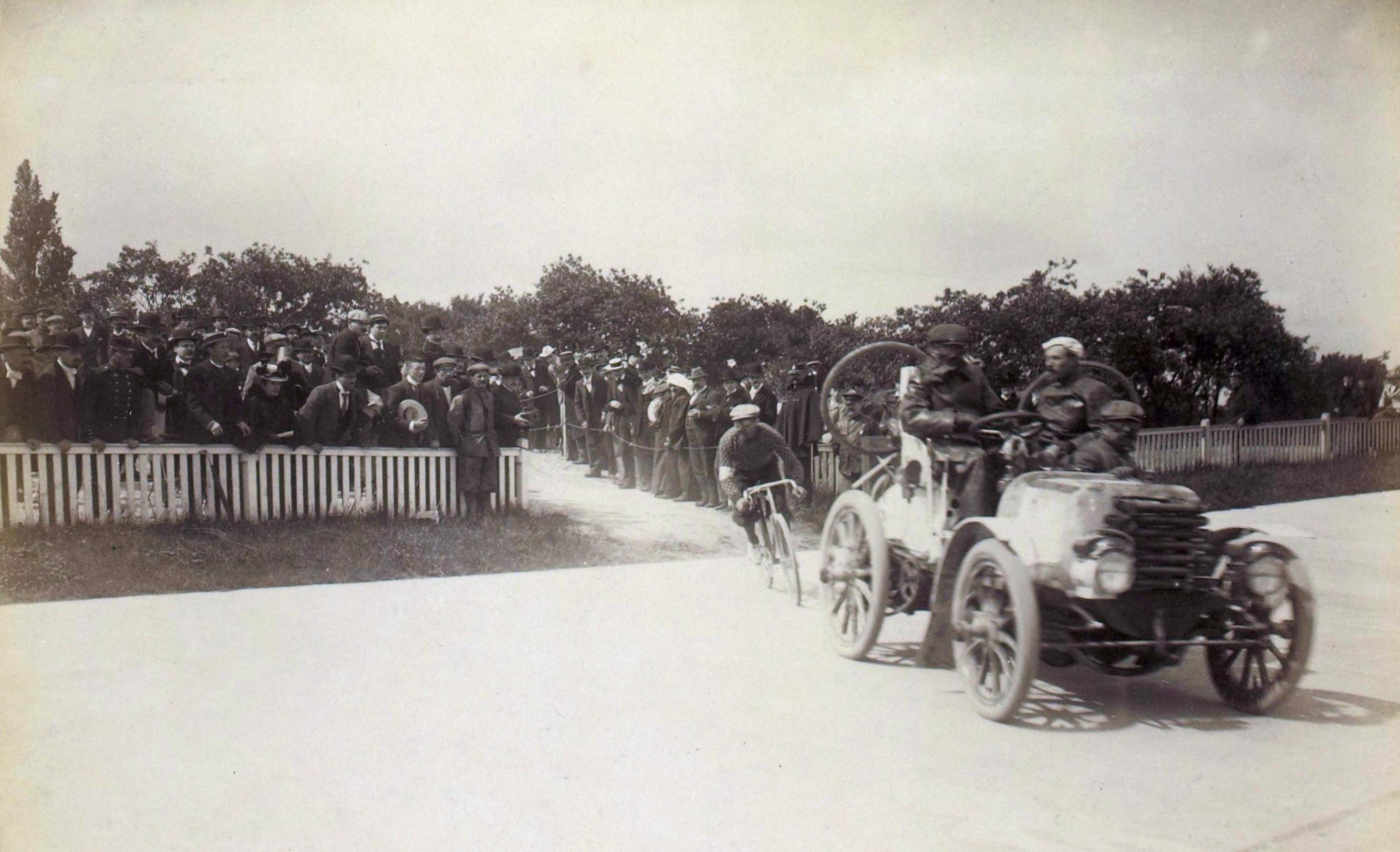
Bordeaux-Paris 1899, Josef Fischer le deuxième (qui arrive derrière la voiture de Fernand Charron).

| Année     | Vainqueur                                          | Deuxième                                           | Troisième                                          |
| --------- | -------------------------------------------------- | -------------------------------------------------- | -------------------------------------------------- |
| 1891      | George Pilkington Mills                            | Montague Holbein                                   | Selwyn Francis Edge                                |
| 1892      | Auguste Stéphane                                   | Célestin Vigneaux                                  | Charles Hoden                                      |
| 1893      | Louis Cottereau                                    | Auguste Stéphane                                   | Jean-Marie Corre                                   |
| 1894      | Lucien Lesna                                       | Charles Lucas                                      | John Dunlop Lumsden                                |
| 1895      | Charles Meyer                                      | Jean-Marie Corre                                   | Henri Coullibeuf                                   |
| 1896      | Arthur Linton et Gaston Rivierre                   | Arthur Linton et Gaston Rivierre                   | Marius Thé                                         |
| 1897      | Gaston Rivierre                                    | Mathieu Cordang                                    | Charles Meyer                                      |
| 1898      | Gaston Rivierre                                    | Maurice Garin                                      | Thaddäus Robl                                      |
| 1899      | Constant Huret                                     | Josef Fischer                                      | Maurice Garin                                      |
| 1900      | Josef Fischer                                      | Maurice Garin                                      | Ambroise Garin                                     |
| 1901      | Lucien Lesna                                       | Hippolyte Aucouturier                              | Jean Fischer                                       |
| 1902      | Édouard Wattelier                                  | Michel Frédérick                                   | Ambroise Garin                                     |
| 1902      | Maurice Garin                                      | Lucien Lesna                                       | Rodolfo Muller                                     |
| 1903      | Hippolyte Aucouturier                              | Léon Georget                                       | Gustave Pasquier                                   |
| 1904      | Fernand Augereau                                   | Jean Dargassies                                    | Georges Fleury                                     |
| 1905      | Hippolyte Aucouturier                              | René Pottier                                       | Henri Cornet                                       |
| 1906      | Marcel Cadolle                                     | Henri Cornet                                       | Louis Trousselier                                  |
| 1907      | Cyrille Van Hauwaert                               | Augustin Ringeval                                  | Gustave Garrigou                                   |
| 1908      | Louis Trousselier                                  | Cyrille Van Hauwaert                               | Émile Georget                                      |
| 1909      | Cyrille Van Hauwaert                               | Louis Trousselier                                  | Émile Georget                                      |
| 1910      | Émile Georget                                      | Louis Trousselier                                  | Léon Georget                                       |
| 1911      | François Faber                                     | Gustave Garrigou                                   | Jules Masselis                                     |
| 1912      | Émile Georget                                      | Lucien Petit-Breton                                | Gustave Garrigou                                   |
| 1913      | Louis Mottiat                                      | Cyrille Van Hauwaert                               | René Vandenberghe                                  |
| 1914      | Paul Deman                                         | Marcel Buysse                                      | Cyrille Van Hauwaert                               |
| 1915-1918 | Non disputé à cause de la Première Guerre mondiale | Non disputé à cause de la Première Guerre mondiale | Non disputé à cause de la Première Guerre mondiale |
| 1919      | Henri Pélissier                                    | Louis Heusghem                                     | Albert Dejonghe                                    |
| 1920      | Eugène Christophe                                  | Louis Heusghem                                     | Louis Mottiat                                      |
| 1921      | Eugène Christophe                                  | Jean Alavoine                                      | Philippe Thys                                      |
| 1922      | Francis Pélissier                                  | Louis Mottiat                                      | Émile Masson senior                                |
| 1923      | Émile Masson senior                                | Francis Pélissier                                  | Louis Mottiat                                      |
| 1924      | Francis Pélissier                                  | Émile Masson senior                                | Jean Alavoine                                      |
| 1925      | Heiri Suter                                        | Gérard Debaets                                     | Hector Martin                                      |
| 1926      | Adelin Benoît                                      | Julien Delbecque                                   | Lucien Buysse                                      |
| 1927      | Georges Ronsse                                     | Adelin Benoît                                      | Gustave Van Slembrouck                             |
| 1928      | Hector Martin                                      | Maurice De Waele                                   | Ernest Neuhard                                     |
| 1929      | Georges Ronsse                                     | Hector Martin                                      | Joseph Demuysere                                   |
| 1930      | Georges Ronsse                                     | Francis Pélissier                                  | Joseph Demuysere                                   |
| 1931      | Bernard van Rysselberghe                           | Romain Gijssels                                    | Frans Bonduel                                      |
| 1932      | Romain Gijssels                                    | Frans Bonduel                                      | Alfons Schepers                                    |
| 1933      | Fernand Mithouard                                  | Bernad Van Rysselberghe                            | Romain Gijssels                                    |
| 1934      | Jean Noret                                         | Raymond Louviot                                    | Julien Moineau                                     |
| 1935      | Edgard De Caluwé                                   | Julien Moineau                                     | Jules Merviel                                      |
| 1936      | Paul Chocque                                       | Jules Rossi                                        | Benoît Faure                                       |
| 1937      | Joseph Somers                                      | Louis Thiétard                                     | Benoît Faure                                       |
| 1938      | Marcel Laurent                                     | René Walschot                                      | Jules Rossi                                        |
| 1939      | Marcel Laurent                                     | René Walschot                                      | Jean Majerus                                       |
| 1940-1945 | Non disputé à cause de la Seconde Guerre mondiale  | Non disputé à cause de la Seconde Guerre mondiale  | Non disputé à cause de la Seconde Guerre mondiale  |
| 1946      | Émile Masson junior                                | Joseph Somers                                      | Joseph Soffietti                                   |
| 1947      | Joseph Somers                                      | Albert Dubuisson                                   | Roger Lévêque                                      |
| 1948      | Ange Le Strat                                      | Gérard Buyl                                        | René Walschot                                      |
| 1949      | Jacques Moujica                                    | Émile Masson junior                                | Éloi Tassin                                        |
| 1950      | Wim van Est                                        | Maurice Diot                                       | Joseph Somers                                      |
| 1951      | Bernard Gauthier                                   | Wim van Est                                        | Maurice Diot                                       |
| 1952      | Wim van Est                                        | Maurice Diot                                       | Jean Gueguen                                       |
| 1953      | Ferdi Kübler                                       | Wim van Est                                        | Guido De Santi                                     |
| 1954      | Bernard Gauthier                                   | Wim van Est                                        | Fiorenzo Magni                                     |
| 1955      | Non disputé                                        | Non disputé                                        | Non disputé                                        |
| 1956      | Bernard Gauthier                                   | Stan Ockers                                        | Jean-Marie Cieleska                                |
| 1957      | Bernard Gauthier                                   | Jacques Dupont                                     | François Mahé                                      |
| 1958      | Jean-Marie Cieleska                                | Pino Cerami                                        | Jos Hoevenaers                                     |
| 1959      | Louison Bobet                                      | Roger Hassenforder                                 | Guillaume Van Tongerloo                            |
| 1960      | Marcel Janssens                                    | François Mahé                                      | Piet Oellibrandt                                   |
| 1961      | Wim van Est                                        | Louison Bobet                                      | Camille Le Menn                                    |
| 1962      | Jo de Roo                                          | François Mahé                                      | Marcel Janssens                                    |
| 1963      | Tom Simpson                                        | Piet Rentmeester                                   | Bastiaan Maliepaard                                |
| 1964      | Michel Nédélec                                     | Jean Stablinski                                    | Theo Nijs                                          |
| 1965      | Jacques Anquetil                                   | Jean Stablinski                                    | Tom Simpson                                        |
| 1966      | Jan Janssen                                        | Joseph Groussard                                   | Jean-Claude Lefebvre                               |
| 1967      | Georges Van Coningsloo                             | Herman Van Springel                                | Noël Foré                                          |
| 1968      | Émile Bodart                                       | Raymond Delisle                                    | Rolf Wolfshohl                                     |
| 1969      | Walter Godefroot                                   | Jan Janssen                                        | Michel Périn                                       |
| 1970      | Herman Van Springel                                | Lucien Aimar                                       | Roger Rosiers                                      |
| 1971-1972 | Non disputé                                        | Non disputé                                        | Non disputé                                        |
| 1973      | Enzo Mattioda                                      | Cyrille Guimard                                    | Walter Godefroot                                   |
| 1974      | Herman Van Springel et Régis Delépine              | Herman Van Springel et Régis Delépine              | Leif Mortensen                                     |
| 1975      | Herman Van Springel                                | Régis Delépine                                     | Robert Mintkiewicz                                 |
| 1976      | Walter Godefroot                                   | Herman Van Springel                                | André Chalmel                                      |
| 1977      | Herman Van Springel                                | Walter Godefroot                                   | André Chalmel                                      |
| 1978      | Herman Van Springel                                | Roger Rosiers                                      | Régis Delépine                                     |
| 1979      | André Chalmel                                      | Régis Delépine                                     | Herman Van Springel                                |
| 1980      | Herman Van Springel                                | Roland Berland                                     | Joaquim Agostinho                                  |
| 1981      | Herman Van Springel                                | Ferdi Van Den Haute                                | Maurice Le Guilloux                                |
| 1982      | Marcel Tinazzi                                     | Maurice Le Guilloux                                | Pascal Poisson                                     |
| 1983      | Gilbert Duclos-Lassalle                            | Etienne Van Der Helst                              | Dominique Sanders                                  |
| 1984      | Hubert Linard                                      | Maurice Le Guilloux                                | Pierre Bazzo                                       |
| 1985      | René Martens                                       | Gilbert Duclos-Lassalle                            | Guy Gallopin                                       |
| 1986      | Gilbert Glaus                                      | Guy Gallopin                                       | Bernard Vallet                                     |
| 1987      | Bernard Vallet                                     | Gilbert Duclos-Lassalle                            | Guy Gallopin                                       |
| 1988      | Jean-François Rault                                | Bernard Chesneau                                   | Henri Dorgelo                                      |
| 1989-2013 | Pas de courses                                     | Pas de courses                                     | Pas de courses                                     |
| 2014      | Marc Lagrange                                      | Franck Pencolé                                     | Mickaël Gueguen                                    |
| 2022      | Ludovic Le Guilly                                  | Jean-Marc Bideau                                   | Hughes Faivre d'Arcier                             |

## Palmarès Femme
| Année | Vainqueur      | Deuxième         | Troisième          |
| ----- | -------------- | ---------------- | ------------------ |
| 2014  | Chantal Stella | Isabelle Pesenti | Sylvie Criquillion |
| 2022  | Stéphanie Gros | Sarah Dutouron   | Aurélie Gaubert    |

## Bordeaux-Paris dans les œuvres de fiction
Dans le film Le Vélo de Ghislain Lambert (2001), la course Bordeaux-Paris est remportée par Ghislain Lambert, elle reste l’unique victoire professionnelle de toute la carrière du coureur. Comme Georges Van Coningsloo en 1967, Lambert n’a pas respecté la pause officieuse de la nuit.

## Remarque
- Deux des lauréats de l'édition 1893 deviendront constructeurs automobiles.